# ويكيبيديا البيدمونتية
ويكيبيديا البيدمونتية (البيدمونتية:Piemontèisa wikipedia) هي النسخة البيدمونتية من موسوعة ويكيبيديا.

## الإحصائيات
| عدد المستخدمين المسجلين | عدد المستخدمين النشيطين | عدد المقالات | صفحات المحتوى | عدد التعديلات | عدد الملفات المرفوعة | عدد الإداريين |
| ----------------------- | ----------------------- | ------------ | ------------- | ------------- | -------------------- | ------------- |
| 29٬519                  | 31                      | 70٬351       | 106٬288       | 877٬080       | 1٬893                | 4             |